# Platja de Na Patana
Platja de Na Patana oder auch Arenal de ses Assussenes ist ein Sandstrand an der Nordküste der spanischen Baleareninsel Mallorca. Er befindet sich im Norden der Gemeinde Santa Margalida an der Badia d’Alcúdia („Bucht von Alcúdia“), zwischen den Orten Can Picafort und Son Serra de Marina.

## Lage und Beschreibung
Der Strand von Na Patana liegt etwa 500 Meter südöstlich von Son Bauló, einem Ortsteil der vom Tourismus geprägten stadtähnlichen Siedlung Can Picafort. Dabei ist er Teil des ungefähr 1100 Hektar großen Naturschutzgebietes Dunes de Son Real (Typ ANEI – Àrea natural d’especial interès).

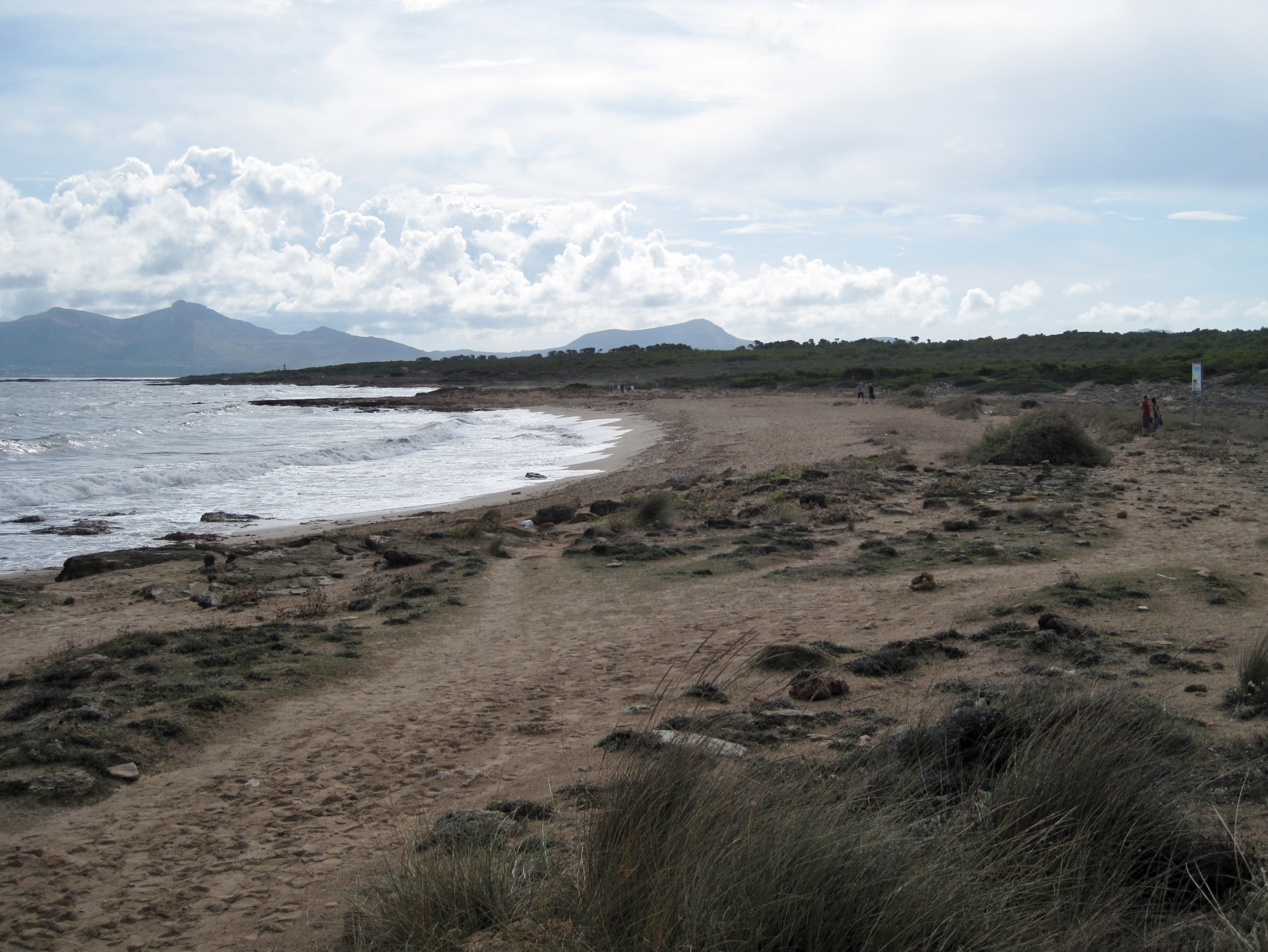
Blick Richtung Südosten

Gemeinsam mit den Stränden S’Arenal d’en Casat und Platja de Son Real weiter im Südosten sowie dazwischen liegenden felsigen Abschnitten bildet er die Küstenlinie der Landschaft Son Real, einem ehemals zusammengehörigen Landgut zwischen den Sturzbächen Torrent de Son Bauló und Torrent de Son Real. Auf der Küstenebene des Landgutes Son Real konnten sich Dünen bilden, die durch niedere Vegetation festgehalten werden.
An der Platja de Na Patana bildet der Sand eine ungefähr 200 Meter lange und bis zu 50 Meter breite Strandfläche. Eingefasst wird der Strand durch eine niedrige Felsküste, die ihn im Nordwesten durch den Felsvorsprung Na Patana (auch Punta de Na Patana) vom Strand von Son Bauló an der Mündung des Torrent de Son Bauló trennt.
Im Südosten schließt sich ein felsiger Abschnitt an, der bis zur Halbinsel Punta des Fenicis reicht, auf der die Nekropole von Son Real von einer vergangenen Kultur kündet. Das Gebiet hinter dem Strand von Na Patana gehört zur Finca pública Son Real, einem öffentlichen Landgut mit ausgedehnten Kiefernwäldern.

## Zugang
Über die Platja de Na Patana verläuft der naturbelassene Küstenwanderweg von Can Picafort nach Son Serra de Marina. Nächster mit Fahrzeugen erreichbare Punkt ist der touristisch und infrastrukturell gut erschlossene Ortsteil von Can Picafort Son Bauló. Can Picafort erreicht man auf der Landstraße MA-12 zwischen Artà und Alcúdia. Von Son Bauló ist der Strand von Na Patana in etwa 500 Metern zu Fuß erreichbar.

## Belege
- Carlos Garrido: Führer von Son Real, Inestur 2009 (Govern de les Illes Balears, Conselleria de Turisme), S. 113/114

1. ↑  Senderisme a Mallorca. Consell de Mallorca, abgerufen am 12. November 2014 (Interaktive Karte).
2. ↑  GR 222 − Variante D. Wanderweg am Strand. Consell de Mallorca, abgerufen am 28. Mai 2015 (PDF-Datei, 2.662,2 KB).